# Gjon Mili
Gjon Mili (Coriza, 28 novembre 1904 – Stamford, 14 febbraio 1984) è stato un fotografo albanese.

## Biografia
Nato da Vasil e da Viktori Cekani a Coriza (Korça in albanese) all'epoca parte dell'Impero ottomano. All'età di 5 anni la sua famiglia si trasferì in Romania dove trascorse la sua infanzia, frequentando il Collegio Nazionale "Gheorghe Lazar" di Bucarest. Nel 1923, a 20 anni, Mili emigrò negli Stati Uniti, per studiare ingegneria elettrotecnica presso il Massachusetts Institute of Technology, laureandosi nel 1927. Successivamente lavorò per Westinghouse Electric come ingegnere delle luci fino al 1938. Dal 1939, Mili iniziò a lavorare come fotografo per Life, probabilmente il primo magazine dedicato al giornalismo fotografico che ebbe una vastissima eco mondiale. Nel corso degli anni i suoi incarichi lo portarono a Vallauris, in Riviera, per incontrare Picasso, a Prades per incontrare Pau Casals, in esilio, in Israele per fotografare Adolf Eichmann durante il processo. E poi a Firenze, Atene, Dublino, Berlino, Venezia, Roma per puntare la sua macchina su artisti, eventi sportivi, concerti, sculture e architetture, fino ad Hollywood per fotografare celebrità e mondanità.
L'aspetto più importante e più singolare, probabilmente, è stato quello di aver dato vita alla fotografia stroboscobica, creando immagini di grande fascino.
Lavorando a lungo con il professor Harold Eugene Edgerton del Massachusetts Institute of Technology, chiamato anche "Papa Flash" per aver trasformato lo stroboscopio da oscuro oggetto di laboratorio in un elemento di uso comune, Gjon Mili è stato il pioniere nell'uso di flash stroboscopici per catturare una sequenza di azioni in una immagine fotografica. Autodidatta in fotografia, ma con una solida base di ingegneria, Mili è stato uno dei primi, se non il primo, a utilizzare il flash elettronico e la luce stroboscopica per creare fotografie non scientifiche. Molte delle sue notevoli immagini hanno rivelato la complessità e il flusso dei movimenti troppo rapidi per essere visti a occhio nudo come quelli della danza, del teatro, dei concerti dal vivo, dello sport, ma soprattutto di averli ricreati in studio: ne è un esempio il celebre Nudo che scende le scale di Marcel Duchamp del 1912 che Mili ha riprodotto in luce stroboscopica nel 1942. Ma ne sono esempio anche quelle ad Alfred Hitchcock (1942) e Picasso (1949). Verso la metà degli anni '40 fece l'assistente del fotografo Edward Weston, anche lui ripreso con il flash stroboscopico e che sembra divertirsi molto. Mili è stato un pioniere nella rappresentazione del movimento in fotografia. Le sue tecniche di illuminazione negli anni '30 non solo hanno cambiato le possibilità creative di rappresentare il movimento, ma le sue stesse fotografie, pubblicate frequentemente su Life, hanno modificato la comprensione della cinetica umana del movimento nel pubblico del dopoguerra. 
Nel 1944 diresse il cortometraggio Jammin' the Blues, prodotto dalla Warner Bros. Il film non documentava le esibizioni di grandi musicisti jazz come Lester Young, Red Callender, Harry Edison, Sid "Big" Catlett, Illinois Jacquet, Barney Kessel, Jo Jones e Marie Bryant, bensì, per il modo con cui è stato girato, possiamo definirlo come il precursore dei moderni videoclip. I musicisti infatti non sono rivolti alla camera verso un immaginario pubblico, ma stanno in circolo e la camera si intrufola riprendendo la relazione tra i musicisti e le loro sonorità in un profondo bianconero quasi senza grigi. 
Il servizio su Life del suo incontro con Picasso, nel 1949, fece storia. Mili mostrò alcune immagini al maestro spagnolo per fargli vedere come intendeva fotografarlo. La luce del flash, in un unico lampo per fissare il maestro e la torcia nella mano di Picasso fecero il resto. In questo modo nella foto si vedeva Picasso perfettamente fermo che disegnava forme e animali nell'aria. Nel 2012 Life decise di tirare fuori dal cassetto parte delle immagini del famoso servizio pubblicato nel 1949. Ricordiamo che Picasso fu fotografato da artisti e fotografi tra i più importanti del '900 come Man Ray, Marc Riboud, Herbert List, Robert Doisneau, Irving Penn, René Burri, Robert Capa, ma certamente quelle di Mili furono tra le più originali.
Mili nella sua carriera fotografò i grandi artisti del suo tempo come Saul Steinberg, Jean Arp, Henry Moore, Beauford Delaney, Hedda Sterne, Alexander Calder, Matisse ed altri.
Il rapporto con Life si interruppe soltanto alla morte di Mili che avvenne nel 1984 all'età di 79 anni a Stamford, nel Connecticut, a causa di una polmonite.

## Tributi
Nel 2017 è uscito il film-documentario Luce dei registi Yllka Gjollesha e Suela Bako, che ripercorre la vita di Mili, ed è stato presentato a New York e nella città natale, dove è stato realizzato un museo, a lui dedicato, che raccoglie 240 immagini del fotografo.